# سیارک ۶۴۵۶
سیارک ۶۴۵۶ (به انگلیسی: 6456 Golombek، نام‌گذاری: 1992OM) شش هزار و چهارصد و پنجاه و ششمین سیارک کشف شده‌است که در ۲۷ ژوئیه ۱۹۹۲ کشف شد.
قدر مطلق سیارک برابر ۱۵٫۹۰ است.